# 양자리
양자리(라틴어: Aries 아리에스[*])는 황도12궁에 속하는 별자리이다. 동아시아의 별자리에서는 루수와 위수에 해당된다.

## 특징
안드로메다자리의 발끝에서 아래로 내려와 삼각형자리를 지나면 알파별 하말을 만날 수 있다. 하말은 가을 밤을 비추는 몇 안되는 밝은 별로 쉽게 찾을 수 있다.

## 별과 천체

### 양자리의 항성
양자리는 밝은 별의 수가 적으나 별자리의 형상 자체는 뚜렷하여 후술할 알파성을 찾고 별자리 선의 모양을 그려나간다면 찾기는 수월할 것이다.
· 하말(Hamal, α Ari; 양자리 알파): 겉보기 등급 +2.01로 양자리에서 가장 밝은 별이다. 주변에 밝은 별이 없어서 찾기가 쉬우며 분광형 K2-III의 적색거성이고 약 20 pc 떨어져 있다.
· 셰라탄(Sheratan, β Ari; 양자리 베타): 겉보기 등급 +2.65로 양자리에서 두 번째로 밝은 별이며 하말의 바로 옆에 있기에 찾기 쉽다. 분광형 A5V의 A형 주계열성이며 약 18 pc 떨어져 있다.
· 메사르팀(Mesarthim, γ2 Ari; 양자리 감마2): 양자리 감마1(B)과 이중성계를 이루며 작은 망원경으로도 각각의 별을 분해하여 볼 수 있다. 감마1, 메사르팀의 겉보기 등급은 각각 +4.58, +4.64이고 일반적으로 볼 때는 두 별의 밝기가 합쳐져 +3.86의 등급으로 보인다. 감마1의 분광형은 A0V의 A형 주계열성이고, 메사르팀의 분광형은 A2IV, A형 준거성이다. 약 51 pc 떨어져 있다.
· 보테인(Botein, δ Ari; 양자리 델타): 겉보기 등급 +4.37의 다소 어두운 별이다. 분광형 G9.5III의 G형 거성이다. 약 50 pc 떨어진 별이다.
· 양자리 엡실론(ε Ari): 양자리 엡실론 A와 양자리 엡실론 B로 이루어진 쌍성계이다. 두 별은 가까이 붙어있기에 망원경으로 분리해 보기는 힘들다. 겉보기 등급 +4.63의 어두운 별이며 분광형은 A2IV+A3IV, 각각 A, B의 분광형이다. 약 111 pc 정도로 떨어져 있다.
· 릴리 보레아(Lilii Borea, 39 Ari; 양자리 39): 과거 북쪽파리자리(Musca Borealis)에 속해있던 별로 겉보기 등급은 +4.51로 다소 어두운 별이다. 약 53 pc 떨어져 있다.
· 브하라니(Bharani, 41 Ari; 양자리 41): 겉보기 등급 +3.594로 양자리에서 세 번째로 밝은 별이다. 양자리 41 A와 양자리 41 D로 이루어진 쌍성계이며 양자리 41 B와 양자리 41 C는 물리적으로 관계가 없는 광학적 쌍성이다. 분광형 B8V로 B형 주계열성이며 약 50 pc 떨어져 있다.
· 티가든의 별(Teegarden's Star): 적색왜성으로 불과 3.8 pc 떨어져 있는 가까운 별이지만 겉보기 등급은 +15.14로 대형 망원경을 통해서만 겨우 관측할 수 있다. 이 별은 연간 약 5″의 큰 고유운동을 하는 항성이며 최소 3개의 행성(b, c, d)을 가진 것으로 추정된다. 2003년에 소행성 추적 데이터를 통하여 발견되었다.
· BD+20° 307: 약 117 pc 떨어진 곳에 위치한 쌍성계로 먼지가 많은 고리로 둘러싸여 있다. 먼지 원반은 쌍성 주위를 공전하던 행성끼리의 충돌에 의해 형성된 것으로 추정된다. 겉보기 등급은 +9.01로 육안으로 볼 수 없다.
이외의 항성에 대한 설명 및 목록으로는 양자리의 항성 목록 문서를 참고하여라.

### 어두운 천체들

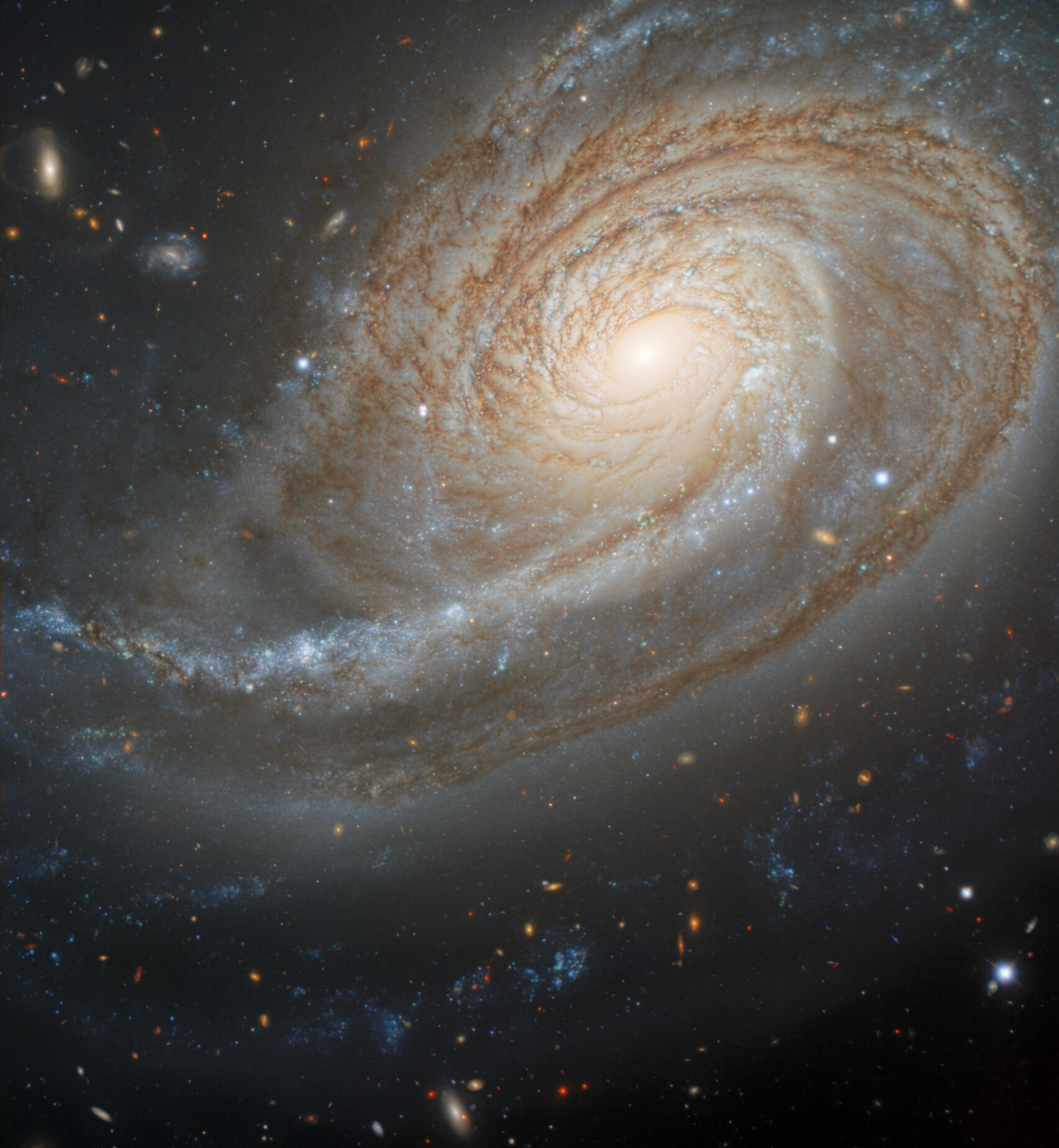
NGC 772 정상나선은하

양자리에는 성단이나 성운의 수가 매우 적고 대부분은 어두운 은하가 대거 포진해 있다.
· NGC 697: SAB(r)c의 중간나선은하로 베타성의 북서쪽에 위치해 있다. 약 33.4 Mpc 떨어져 있으며 겉보기 등급은 +12.38이다.
· NGC 716: SBa로 추정되는 은하로 감마성의 남동쪽에 위치해 있다. 큰 HI선을 가지고 있으며 전리수소영역을 포함하고 있다.약 53.5 Mpc 떨어져 있으며 겉보기 등급은 +14.00이다.
· NGC 772(Fiddlehead Galaxy): SA(s)b의 정상나선은하로 베타성의 남쪽에 위치해 있다. 우리은하보다 조금 더 큰 은하이며 NGC 770을 포함한 여러 위성은하들을 거느리고 있다. 조석력으로 인해 다른 팔보다 더 크고 길쭉한 팔이 발달했을 가능성이 있다. H II핵을 가지고 있을 가능성이 있으며 2003년 8월 20일(II형), 2003년 10월 8일(II형), 2022년 8월 8일(II-P형)에 초신성 폭발이 감지된 바 있다. 약 32.4 Mpc 떨어져 있으며 겉보기 등급은 +11.1이다.
· NGC 972: Sb 또는 Sd의 은하로 별자리의 북서쪽 구석, 양자리 41의 북동쪽에 있다. 먼지가 많은 은하로 비대칭적인 팔과 핵에서의 활발한 항성 형성은 이 은하가 동반 은하를 합병했음을 시사한다. 2008년에 초신성이 관측되기도 했다. 약 15.28 Mpc 떨어져 있으며 겉보기 등급은 +12.10이다.
· NGC 1156: IB(s)m의 불규칙은하로 H II핵을 가지고 있다. 양자리 41의 남서쪽, 델타성의 북동쪽에 있다. 약 7.6 Mpc 떨어져 있으며 겉보기 등급은 +12.30이다.

## 신화와 역사

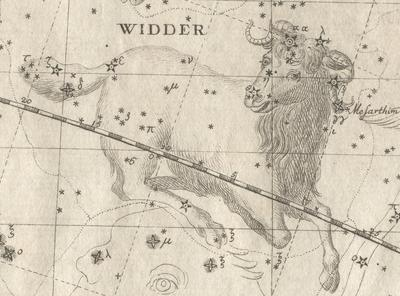
보데의 《우라노그라피아》의 양자리

- 그리스 신화에 등장하는 프릭소스(Phrixus)와 헬레(Helle)는 보이오티아의 왕 아타마스(Athamas)와 네펠레(Nephele)의 자녀이다. 왕은 네펠레에게 점점 무관심해지다가 결국 테베의 왕 카드모스(Cadmus)의 딸인 이노(Ino)와 결혼한다. 이노는 네펠레의 아이들을 싫어하여 아이들을 제거하려는 음모를 세운다. 네펠레는 자신의 아이들이 위험에 빠진 것을 알고 신에게 구원의 기도를 하였는데, 전령의 신 헤르메스(Hermes)가 이 기도를 듣고 날개 달린 황금털을 가진 양을 아이들에게 보내어 구하게 하였다. 양은 아이들을 태우고 동쪽 하늘로 날아가는데 유럽과 아시아를 가로지르는 해협을 통과할 때 헬레는 깜빡 잠이 들어 바다로 떨어지게 된다. 그녀가 물에 빠진 해협은 그녀의 이름을 따 헬레스폰토스 해협이라고 불린다. 프릭소스는 양을 죽여 황금털을 벗겨냈는데, 이를 얻기 위해 '아르고호의 원정'이 시작되었다. 그 뒤 제우스는 남매를 태운 황금털의 양을 기념하여 별자리로 만들어 하늘로 올려 보냈다.

- 그리스 신들이 강가에서 연회를 열고 있을 때에, 괴물 티폰이 나타나, 놀란 신들은 동물로 모습을 바꾸었다. 제우스는 양이 되어 도망쳤는데, 그 모습을 별자리로 만들었다.

## 같이 보기
- 춘분점